# Водный Страж
Водный Страж (англ. Watcher in the Water, вариант перевода — Глубинный Страж) — вымышленное существо из легендариума Дж. Р. Р. Толкина; появляется в первой книге романа «Властелин Колец». Обитает в озере под западными стенами Мории, которое образовалось после запружения реки Сираннон. Впервые был замечен армией Балина, примерно за 30 лет до начала событий «Братства Кольца». Происхождение в работах Толкина не описывается, но различные исследователи сравнивали его с кальмарами, кракеном и драконами.

## Появление в книге и дальнейшие упоминания
После неудачной попытки перейти Мглистый Хребет через перевал Багровые Ворота и отбитого нападения волколаков отряд Хранителей решает попробовать пройти через копи Мории. Гэндальф находит Западную Морийскую Стену, но перед ней находится озеро, образованное запруженной обвалом рекой Привратницей (Сираннон). Отряд проходит вдоль берега озера к Стене, где начинает искать Ворота. Гэндальф находит их и делает видимыми, однако долго не может подобрать слова, открывающие Ворота. От скуки Боромир (в фильме — Пиппин и Мерри) бросает камень в озеро и вызывает тем самым рябь (возможно, именно это пробудило Стража). Наконец, Гэндальф решает головоломку и открывает Ворота. Однако, как только он входит в пещеру и начинает подниматься по первой лестнице, Страж атакует Фродо.
Одна змея… впрочем, нет, не змея, а змеистое, слизистое, зелёное щупальце с пальцами на конце уже выбралось на берег, подкралось к Фродо и, схватив его за ногу, потащило в зловонную пузыристую воду. Сэм, не раздумывая, выхватил меч, рубанул слабо светящееся щупальце, и оно, потускнев, бессильно замерло, а Фродо торопливо поднялся на ноги и, пошатываясь, вошёл в распахнутые ворота. <…> когда Сэм с Фродо, шедшие последними, начали подыматься, а Гэндальф, отступая, подошёл к лестнице, извивающиеся щупальца дозмеились до ворот и одно просунулось внутрь пещеры. Гэндальф не стал подыматься вверх. Но если он мысленно подыскивал слово, которое заставило бы Ворота закрыться, то тут же и выяснилось, что этого не нужно: множество жаждущих добычи чудищ жадно ухватились за створки Ворот и, со страшной силой рванув их, захлопнули. Пещеру затопила чёрная тишина — лишь слабо светилось, темнея и замирая, перерубленное створками Ворот щупальце да снаружи слышались глухие удары. <…>
- Мне стало страшно, — проговорил Фродо, — когда нам пришлось переходить залив. Я понял, что мы попадём в беду. Кто это был? — спросил он у Гэндальфа. — Который напал на меня у Ворот? Или их было, по-твоему, много? 
- Я ни разу не сталкивался с такими существами, — немного помолчав, ответил Гэндальф. — Но все эти руки, насколько я понимаю, направляла одна лиходейская воля. Кто-то выполз — или был выгнан — из самых глубинных подземных вод. Там, в неизведанных чёрных безднах, обитает немало древних чудовищ пострашнее, чем орки или волколаки. — Маг не добавил, что чудовище из бездны охотилось, по-видимому, именно за Фродо.
Позднее, в Летописном Чертоге, Хранители находят летопись похода Балина. В ней также упоминается это существо.
Привратница затопила долину. Вода поднялась до самых Ворот. Глубинный Страж уволок Оина в воду. Нам некуда отступать. Некуда!..

## В кинематографе
Водный Страж появляется в обоих фильмах по «Властелину Колец»: и в мультфильме Ральфа Бакши 1978 года, и в первом фильме кинотрилогии Питера Джексона. Бакши в сцене с его появлением полностью следует книге, показывая только щупальца Стража. После того, как Сэм освобождает Фродо из его захвата, Боромир начинает рубить щупальца. У Джексона Страж — гигантское существо, напоминающее осьминога и паука одновременно, с огромным ртом и острыми зубами. Он также хватает Фродо, и к тому же карабкается на берег к Воротам вслед за отрядом. Также предполагалось, что Страж утянет пони Билла под воду, но в итоге эта идея была забракована. В дополнительных материалах к изданию на DVD Джексон и его команда рассказывают, что в их представлении упомянутые Гэндальфом «безымянные твари», прогрызающие туннели глубоко под гномьими шахтами Мории, это существа, подобные Стражу. Изначально во втором фильме планировалось сделать воспоминания Гэндальфа о его битве с Балрогом более длинными. В этих воспоминаниях создатели хотели показать огромное подземное озеро на дне ущелья под Морийским мостом, в которое должны были упасть сражающиеся, спугнув при этом множество Стражей. Сцена была сильно урезана из-за временных и бюджетных ограничений, но на DVD-издании сохранился концепт-арт. Алан Ли и Джон Хоул, авторы концепт-артов к трилогии, в дополнительных материалах на DVD рассказывают, что Страж был одним из самых сложных в создании существ «Властелина Колец», так как его описание в книге практически отсутствовало.

## Литературная критика
Толкин нигде прямо не указывал, кем является это существо. Дэвид Дэй называет Стража кракеном, но отмечает, что существуют некоторые различия между кракеном из скандинавского фольклора и Водным Стражем. Дж. Тайлер в книге «The Complete Tolkien Companion» предполагает, что Страж является холодным драконом: «Эти драконы полагаются на свою индивидуальную силу и скорость (существо, которое атаковало Хранителя Кольца возле Морийского озера могло быть одним из них)». Другой автор сравнивает его с кальмарами.
Эллисон Харл предполагает, что Водный Страж может быть кракеном, выведенным Морготом в Утумно. Он выступает в качестве привратника, целью которого, в контексте архетипичного путешествия, является охрана Дверей Дурина и удержание героев от вступления на новую территорию.